# Szabolcs-Szatmár-Bereg
Szabolcs-Szatmár-Bereg är en provins i nordöstra Ungern vid gränsen till Slovakien, Ukraina och Rumänien.